# Florence Jaugey
Florence Jaugey, née le 22 juin 1959 à Nice est une réalisatrice et scénariste franco-nicaraguayenne.

## Biographie
Florence Jaugey est établie au Nicaragua où elle a monté une société de production audiovisuelle avec son mari Frank Pineda.

## Filmographie
| Année | Titre                                | Commentaire                                                                             |
| ----- | ------------------------------------ | --------------------------------------------------------------------------------------- |
| 1984  | El señor presidente                  | Actrice (film réalisé par Manuel Octavio Gómez)                                         |
| 1990  | Retrato de la paz                    | Documentaire                                                                            |
| 1992  | La hora de los generales             | Documentaire                                                                            |
| 1993  | Muerto de miedo                      | Documentaire                                                                            |
| 1997  | Cinema Alcázar                       | Court métrage, Ours d'argent à la Berlinale 1998 Berlinale                              |
| 1997  | El que todo lo puede                 | Documentaire                                                                            |
| 1999  | El día que me quieras                | Documentaire                                                                            |
| 2001  | La isla de los niños perdidos        | Documentaire, gagnant du Prix de la société des auteurs au festival Cinéma du réel 2002 |
| 2004  | De niña a Madre: Chapter 1           | Documentaire                                                                            |
| 2005  | Historia de Rosa                     | Documentaire                                                                            |
| 2007  | De niña a Madre: Chapter 2           | Documentaire                                                                            |
| 2008  | Managua, Nicaragua is Beautiful Town | Documentaire                                                                            |
| 2009  | La Yuma,                             | Fiction, sélectionné par le Nicaragua pour l'Oscar du meilleur film international       |
| 2012  | El engaño                            | Court métrage documentaire                                                              |
| 2013  | Días de clase                        | Documentaire                                                                            |
| 2014  | La pantalla desnuda                  | Film                                                                                    |

## Distinctions
- 1998 : Ours d'argent au Festival de Berlin pour Cinema Alcázar[5].